# 60 metri ostacoli
I 60 metri ostacoli sono una specialità sia maschile che femminile dell'atletica leggera, solitamente praticata nelle gare indoor e facente parte delle varie competizioni che assegnano titoli mondiali o continentali al coperto. In alcuni casi i 60 metri ostacoli sono sostituiti dai 50 metri ostacoli per le ridotte dimensioni degli impianti indoor.

## Record

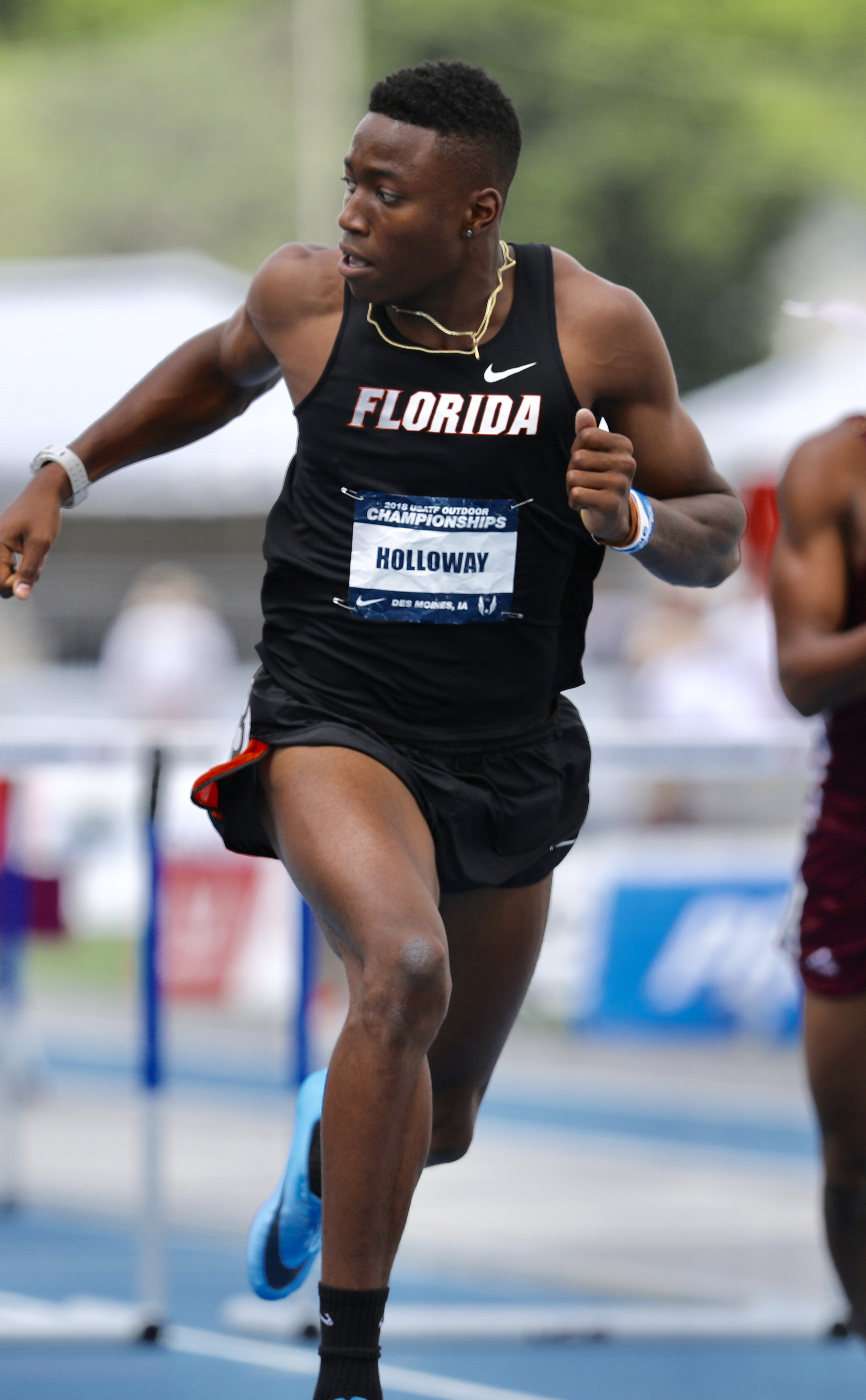
Grant Holloway, detentore del record mondiale maschile di specialità

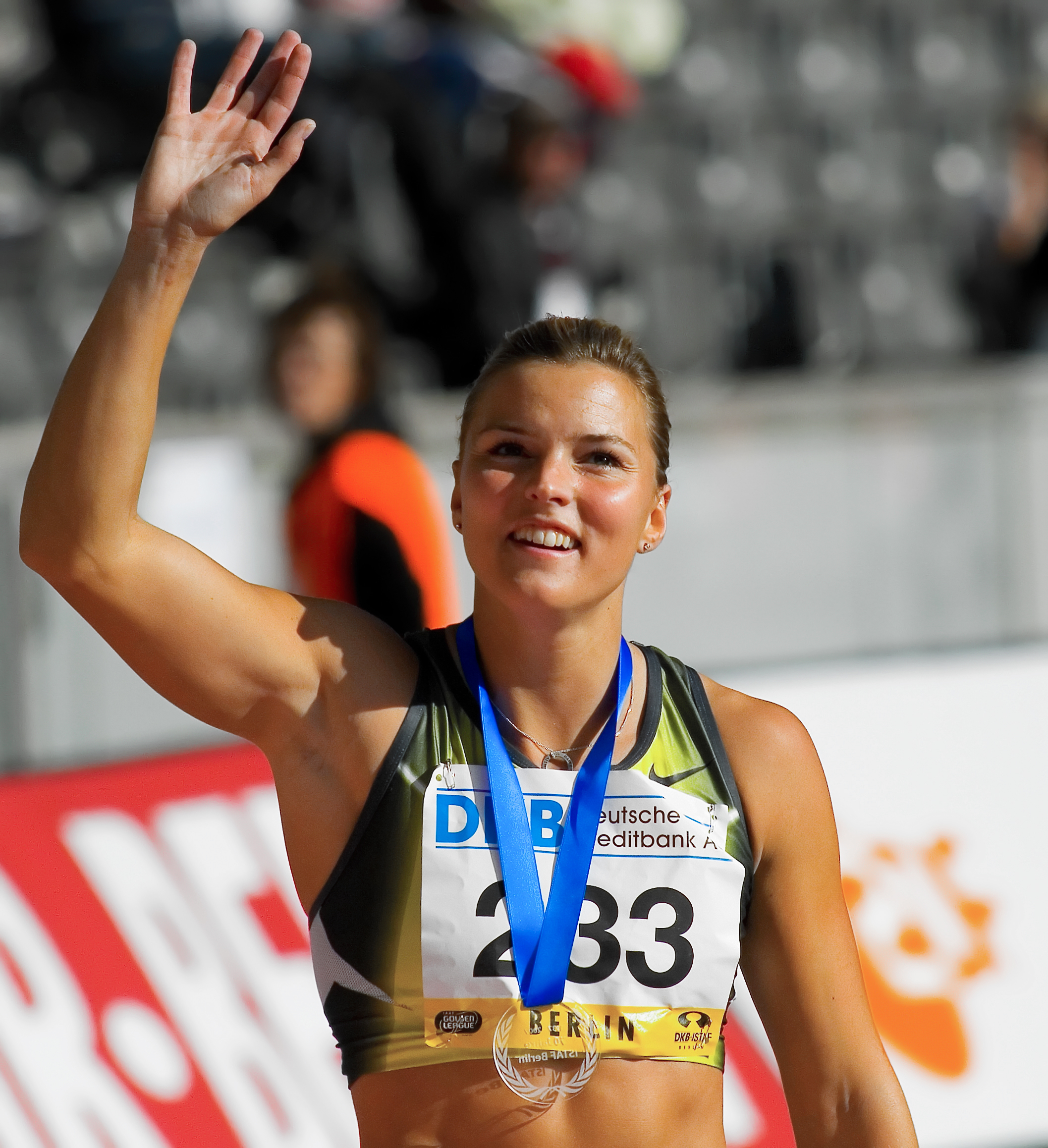
Susanna Kallur, primatista mondiale femminile dei 60 m ostacoli

Il record mondiale maschile appartiene allo statunitense Grant Holloway, con il tempo di 7"29, fatto registrare il 24 febbraio 2021 a Madrid e il 20 marzo 2022 a Belgrado, mentre il record mondiale femminile è detenuto dalla svedese Susanna Kallur con il tempo di 7"68, ottenuto sulla pista di Karlsruhe il 10 febbraio 2008.

### Maschili
Statistiche aggiornate al 20 marzo 2022.
|                             | Tempo | Atleta            | Luogo        | Data             |
| --------------------------- | ----- | ----------------- | ------------ | ---------------- |
| Record mondiale             | 7"27  | Grant Holloway    | Albuquerque  | 17 febbraio 2024 |
| Record mondiale             | 7"29  | Grant Holloway    | Belgrado     | 20 marzo 2022    |
| Record africano             | 7"52  | Shaun Bownes      | Gand         | 23 febbraio 2001 |
| Record asiatico             | 7"41  | Liu Xiang         | Birmingham   | 18 febbraio 2012 |
| Record europeo              | 7"30  | Colin Jackson     | Sindelfingen | 6 marzo 1994     |
| Record nord-centroamericano | 7"29  | Grant Holloway    | Madrid       | 24 febbraio 2021 |
| Record nord-centroamericano | 7"29  | Grant Holloway    | Belgrado     | 20 marzo 2022    |
| Record oceaniano            | 7"56  | Chris Douglas     | Belgrado     | 20 marzo 2022    |
| Record sudamericano         | 7"58  | Rafael Pereira    | Berlino      | 4 febbraio 2022  |
| Record sudamericano         | 7"58  | Rafael Pereira    | Mondeville   | 9 febbraio 2022  |
| Record sudamericano         | 7"58  | Rafael Pereira    | Val-de-Reuil | 14 febbraio 2022 |
| Record sudamericano         | 7"58  | Rafael Pereira    | Cochabamba   | 20 febbraio 2022 |
| Record sudamericano         | 7"58  | Rafael Pereira    | Belgrado     | 20 marzo 2022    |
| Record nazionale            | 7"43  | Lorenzo Simonelli | Glasgow      | 2 marzo 2024     |

### Femminili
Statistiche aggiornate al 3 febbraio 2020.
|                             | Tempo | Atleta          | Luogo       | Data             |
| --------------------------- | ----- | --------------- | ----------- | ---------------- |
| Record mondiale             | 7"68  | Susanna Kallur  | Karlsruhe   | 10 febbraio 2008 |
| Record africano             | 7"82  | Glory Alozie    | Madrid      | 16 febbraio 1999 |
| Record asiatico             | 7"82  | Ol'ga Şişigina  | Liévin      | 21 febbraio 1999 |
| Record europeo              | 7"68  | Susanna Kallur  | Karlsruhe   | 10 febbraio 2008 |
| Record nord-centroamericano | 7"70  | Sharika Nelvis  | Albuquerque | 18 febbraio 2018 |
| Record nord-centroamericano | 7"70  | Kendra Harrison | Birmingham  | 3 marzo 2018     |
| Record oceaniano            | 7"73  | Sally Pearson   | Istanbul    | 10 marzo 2012    |
| Record sudamericano         | 7"91  | Yvette Lewis    | Sopot       | 7 marzo 2014     |
| Record nazionale            | 7"94  | Veronica Borsi  | Göteborg    | 1 marzo 2013     |

Legenda:
: record mondiale
: record africano
: record asiatico
: record europeo
: record nord-centroamericano e caraibico
: record oceaniano
: record sudamericano
: record italiano

## Migliori atleti

### Maschili
Statistiche aggiornate al 24 febbraio 2021.
|    | Tempo | Atleta            | Luogo        | Data             |
| -- | ----- | ----------------- | ------------ | ---------------- |
| 1. | 7"29  | Grant Holloway    | Madrid       | 24 febbraio 2021 |
| 2. | 7"30  | Colin Jackson     | Sindelfingen | 6 marzo 1994     |
| 3. | 7"33  | Dayron Robles     | Düsseldorf   | 8 febbraio 2008  |
| 4. | 7"36  | Greg Foster       | Los Angeles  | 16 gennaio 1987  |
| 4. | 7"36  | Allen Johnson     | Budapest     | 6 marzo 2004     |
| 4. | 7"36  | Terrence Trammell | Doha         | 14 marzo 2010    |
| 7. | 7"37  | Roger Kingdom     | Il Pireo     | 8 marzo 1989     |
| 7. | 7"37  | Anier García      | Il Pireo     | 9 febbraio 2000  |
| 7. | 7"37  | Tony Dees         | Chemnitz     | 18 febbraio 2000 |
| 7. | 7"37  | David Oliver      | Stoccarda    | 5 febbraio 2011  |

### Femminili
Statistiche aggiornate al 11 marzo 2023.
|     | Tempo | Atleta             | Luogo       | Data             |
| --- | ----- | ------------------ | ----------- | ---------------- |
| 1.  | 7"68  | Susanna Kallur     | Karlsruhe   | 10 febbraio 2008 |
| 2.  | 7"69  | Ludmila Engquist   | Čeljabinsk  | 4 febbraio 1990  |
| 3.  | 7"70  | Sharika Nelvis     | Albuquerque | 18 febbraio 2018 |
| 3.  | 7"70  | Kendra Harrison    | Birmingham  | 3 marzo 2018     |
| 5.  | 7"72  | Lolo Jones         | Doha        | 13 marzo 2010    |
| 5.  | 7"72  | Ackera Nugent      | Albuquerque | 10 marzo 2023    |
| 7.  | 7"73  | Cornelia Oschkenat | Vienna      | 25 febbraio 1989 |
| 7.  | 7"73  | Sally Pearson      | Istanbul    | 10 marzo 2012    |
| 7.  | 7"73  | Christina Clemons  | Albuquerque | 18 febbraio 2018 |
| 10. | 7"74  | Jordanka Donkova   | Sofia       | 14 febbraio 1987 |
| 10. | 7"74  | Michelle Freeman   | Madrid      | 3 febbraio 1998  |
| 10. | 7"74  | Gail Devers        | Boston      | 1º marzo 2003    |